# Raquetbol
El raquetbol és un esport semblant a l'esquaix que es juga amb una raqueta i una pilota de goma buida en una pista coberta o a l'aire lliure.
El va inventar Joe Sobek l'any 1949 barrejant regles de l'esquaix i la pilota americana.
A diferència de la majoria dels esports de raqueta (com el tennis o el bàdminton), les parets, el terra, i el sostre de la pista es consideren com a zona vàlida de joc.
Normalment s'enfronten dos jugadors, tot i que hi ha variants que impliquen tres o quatre jugadors.
Els partits on hi ha dos jugadors s'anomenen individuals; quan hi ha tres jugadors en pista ho poden fer 2 contra 1 o jugant el que fa el servei contra els altres dos; i quan hi participen quatre jugadors s'anomenen dobles.
El raquetbol és un esport reconegut pel Comitè Olímpic Internacional, tot i que no forma part del programa dels Jocs Olímpics.

## Història
Joe Sobek és reconegut com a l'inventor del raquetbol, tot i que no va ser l'inventor del nom. Sobek, tennista professional i jugador de pilota americana, cercava un esport amb més ritme i més fàcil d'aprendre i jugar.
Va dissenyar la primera raqueta i va idear un conjunt de regles basades en les de l'esquaix i la pilota americana, anomenant l'esport com a "raquetes de paddle".
El febrer de 1952, Sobek va fundar la International Paddler's Racquets Association, i va establir les regles definitives.
Aquest nou esport va experimentar un creixement ràpid gràcies a la contínua promoció que en feia Sobek, i a l'ajuda de les més de 40.000 pistes de pilota americana existents als EUA.
El 1969 amb l'ajuda de Robert W. Kendler -president fundador de l'associació americana de pilota (U.S. Handball Association)- va fundar l'Associació Internacional de Raquetbol (IRA) agafant el nom ideat per Bob McInerny.

## Campionat del món
El Campionat del món de raquetbol es disputa cada dos anys des de 1981, amb un clar domini dels Estats Units.

## Campionat d'Europa
El Campionat d'Europa de raquetbol es disputa cada dos anys des de 1981.

## El raquetbol a Catalunya
El 10 de novembre de 2006 la selecció catalana de raquetbol, dependent de la Federació Catalana d'Esquaix i Raquetbol, fou reconeguda oficialment a nivell internacional, podent competir en els campionats europeus i mundials amb el nom de Catalunya. A aquest acord hi van arribar el president de la Federació catalana -Josep Maria Ripoll-, el president de l'European Racquetball Federation -Erik Meyer- i el president de l'International Racquetball Federation -Keith D. Calkins-.
La primera participació de la selecció catalana en un Campionat del Món va ser a Santo Domingo l'agost del 2006 com a membre provisional.
El desembre de 2006 es va disputar el 1r campionat de Catalunya.